# متروی بروکسل

Development of the Brussels metro up to 2006

متروی بروکسل (فرانسوی: Métro de Bruxelles‎) سیستم قطارشهری زیرزمینی در شهر بروکسل، بلژیک است.
این مترو که آغاز بهره برداری از نخستین ایستگاه آن به ۲۰ سپتامبر ۱۹۷۶ بر می‌گردد؛ به تدریج و تا سال ۲۰۰۸ میلادی در مجموع دارای ۴ خط شد. این ۴ خط به ترتیب، خط یک، خط دو، خط پنج و خط شش نام گرفتند. مجموع طول این چهار خط حدود ۳۹٫۹ کیلومتر است و مجموعاً ۵۹ ایستگاه در آنها تأسیس شده‌است.

## خط‌ها
| خط یک                                             | خط دو                                                                  | خط پنج                                              | خط شش                                                    |
| ------------------------------------------------- | ---------------------------------------------------------------------- | --------------------------------------------------- | -------------------------------------------------------- |
| - ایستگاه متروی غرب بروکسل - ایستگاه متروی استوکل | - ایستگاه متروی سیمونیس (لئوپولد دو) - ایستگاه متروی سیمونیس (الیزابت) | - ایستگاه متروی ایراسموس - ایستگاه متروی هرمان-دربو | - ایستگاه متروی بودوئن - ایستگاه متروی سیمونیس (الیزابت) |

## نگارخانه

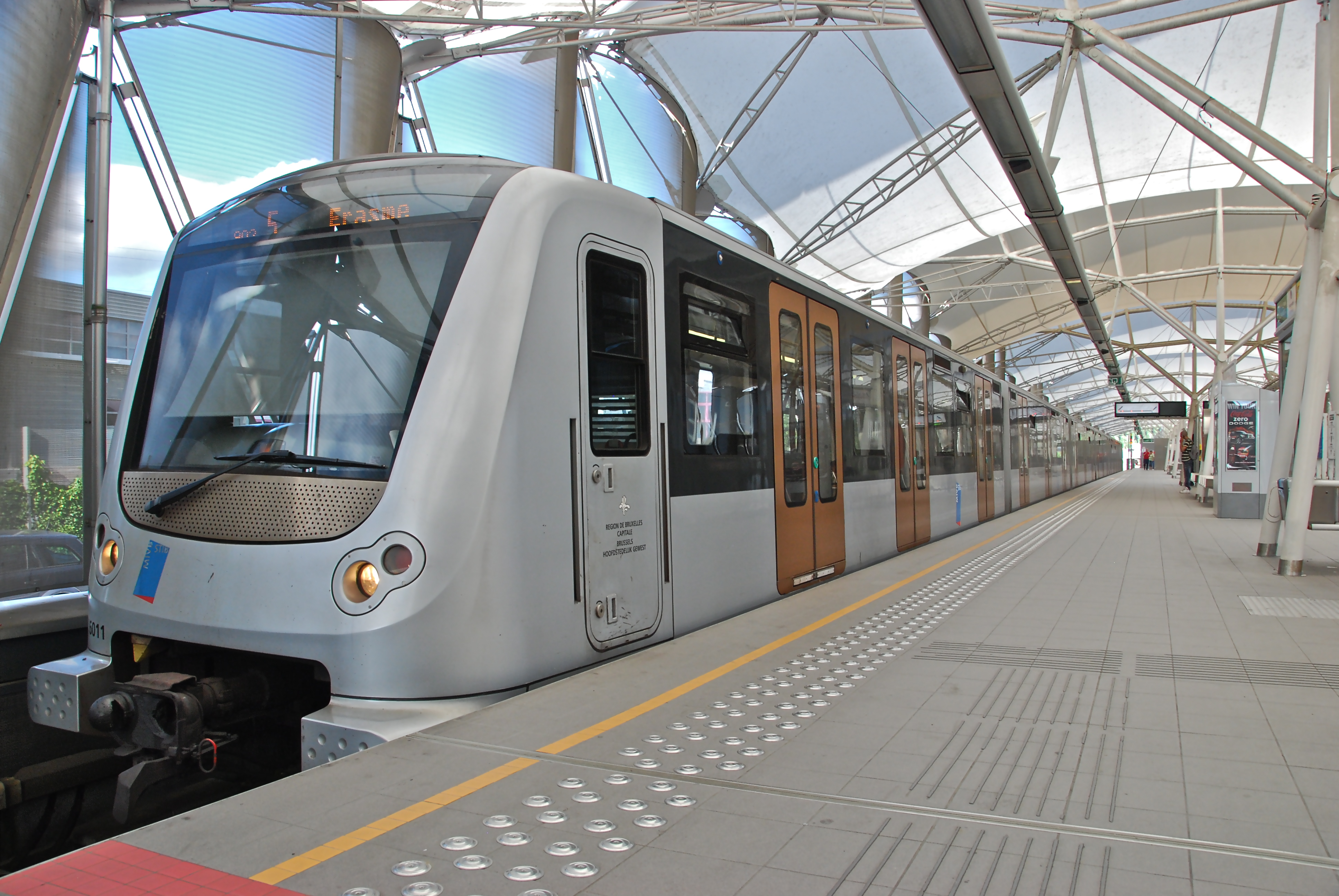
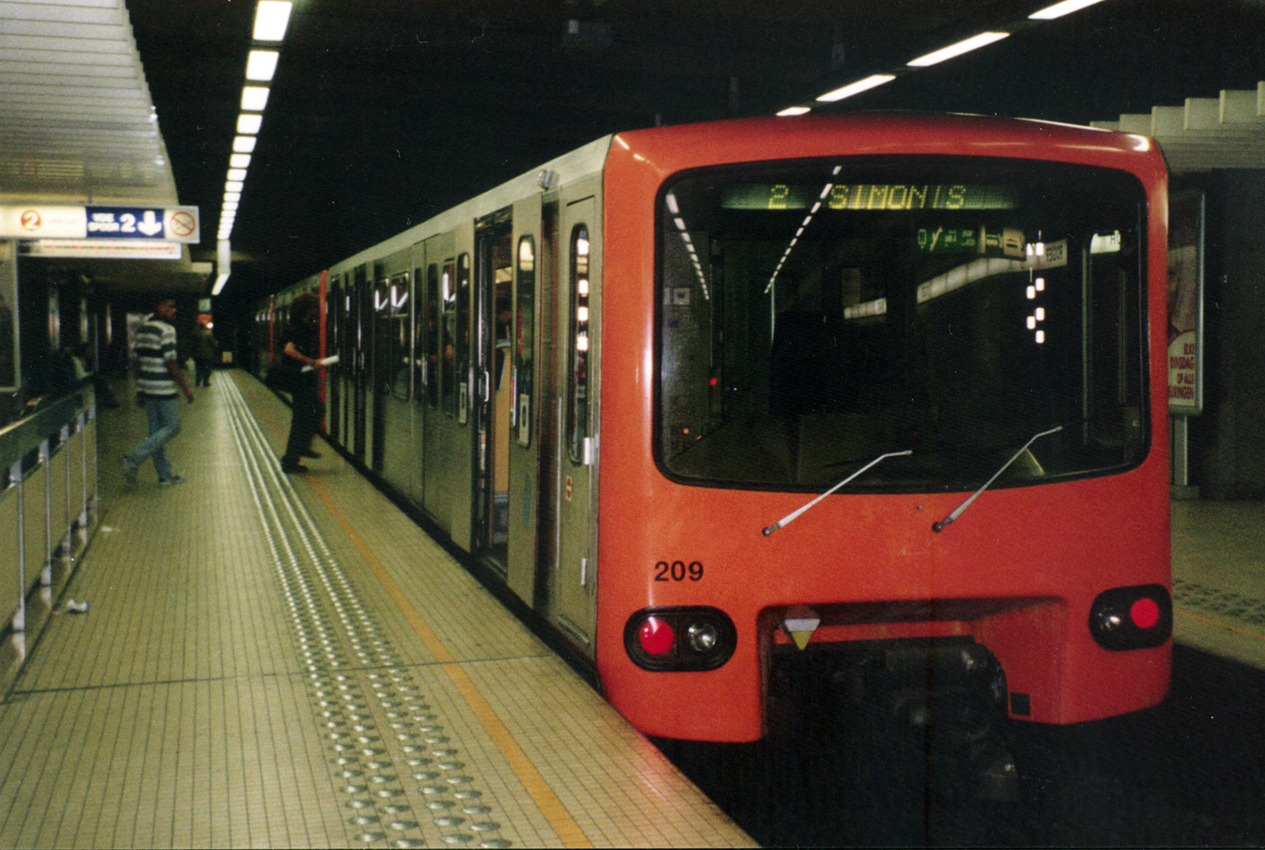
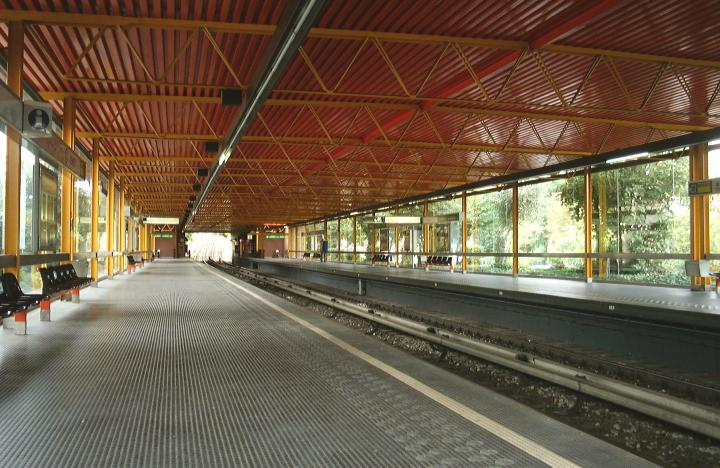
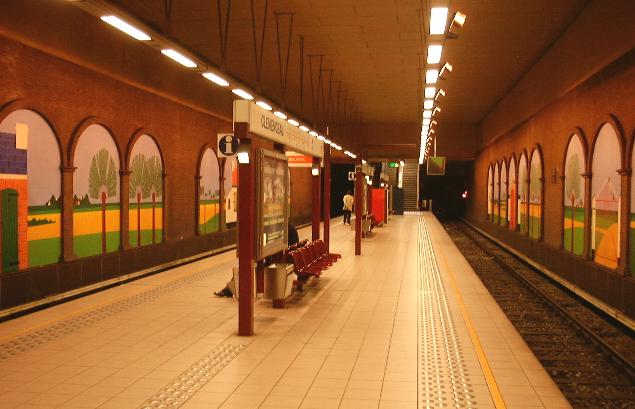